# Lettonia all'Eurovision Young Musicians
La Lettonia ha debuttato all'Eurovision Young Musicians 1994, svoltosi a Varsavia, in Polonia.

## Partecipazioni
- Primo posto
- Secondo posto
- Terzo posto

| Anno                                    | Artista           | Strumento   | Canzone                                                                               | Posizione       | Posizione       |
| Anno                                    | Artista           | Strumento   | Canzone                                                                               | Finale          | Semifinale      |
| --------------------------------------- | ----------------- | ----------- | ------------------------------------------------------------------------------------- | --------------- | --------------- |
| 1994                                    | Liene Circene     | Pianoforte  | 1) Dance Macabre di Ferenc Liszt                                                      | 2º              | N.A.            |
| 1996                                    | Baiba Skride      | Violino     | N.A.                                                                                  | F               | N.A.            |
| 1998                                    | Lauma Skride      | Pianoforte  | 1) Concerto per Pianoforte e Orchestra, No. 2, Terzo Movimento di Camille Saint-Saëns | F               | N.A.            |
| 2000                                    | Ieva Rūtentāle    | Flauto      | N.A.                                                                                  | Non qualificata | Non qualificata |
| 2002                                    | Ruslans Viļenskis | Violoncello | N.A.                                                                                  | Non qualificata | Non qualificata |
| Nessuna partecipazione dal 2004 al 2024 |                   |             |                                                                                       |                 |                 |